# Sciophila dispansa
Sciophila dispansa är en tvåvingeart som beskrevs av Wu 1995. Sciophila dispansa ingår i släktet Sciophila och familjen svampmyggor.
Artens utbredningsområde är Shanxi (Kina). Inga underarter finns listade i Catalogue of Life.